# 北渔山灯塔
北渔山灯塔是中國浙江省象山县境内的一座国际灯塔。灯塔位于渔山列岛中的北渔山上，为中国大陆最东面的国家一级灯塔。1895年，灯塔由上海海关建设，后塔顶和灯器毁于战事，1987年完成重建并再次投入使用。2011年，北渔山灯塔与宁波市和舟山市境内的其他十二座灯塔被列入第三次全国文物普查百大新发现，并于2013年成为全国重点文物保护单位。

## 形制
北渔山灯塔位于渔山列岛主岛之一的北渔山上。渔山列岛位于象山县东南端，远离陆地，行政区划属石浦镇，距离石浦铜瓦门47.5千米。列岛地处海上交通要道，东部五虎礁为中国领海基点之一。灯塔建于北渔山最高处，海拔103.6米，塔高16.9米，有“远东第一大灯塔”之称，为北渔山的标志性建筑。塔身主体为预制铸铁结构，使用螺栓相连，横截面为圆形，直径4米，有圆窗用于通风，外涂红白相间条带:57，内设螺旋形楼梯。灯塔内部分为三层，一、二层有收分，三层无收分，一层底部有古典式线脚。灯塔第三层设有有两层外回廊，将第三层分为上下两部分。上部为玻璃幕墙，顶端有钢板坡屋顶，内设灯器，底部有和上层外回廊平齐的一层内回廊，下部为铸铁。灯塔一、二层和三层下部基本为建成时原状，三层上部为1987年重建时依原状新建。灯塔修建初期，曾使用高达3.6米的特等镜机作为灯器，体积庞大，因而第三层上下部分设计为上下联通，灯器放置于第三层底部。1987年重建时，相同功率的灯器体积已大大缩小，因而灯塔第三层上下被隔断，灯器直接放置在第三层上部。灯塔设置有自动控制和报警系统，周边建有办公和生活用房:58。

## 历史
北渔山附近有大量暗礁，2008年发现的“小白礁一号”古代沉船即沉没于此。1883年和1890年，两艘轮船先后在此失事，死亡165人，灯塔建设因而被提上日程。1895年，灯塔由上海海关耗资5万关平两建成，外观白色，内设法国巴黎巴比尔公司制特等镜机，为当时世界上最大的镜机。此后至1927年，灯器功率逐渐从9.4万瓦提高到89万瓦。1944年，北渔山灯塔毁于日军占领期间。三年后，海关重建灯塔，改用电闪灯作为灯器，功率远弱于1927年。1949年中华人民共和国成立时，灯塔所在的北渔山仍被中华民国控制，1955年2月，蒋经国曾乘坐军舰至此视察。当月渔山列岛被中国人民解放军占领，此时灯塔已被破坏:58。
1985年，北渔山灯塔恢复，由温州航标区在此建立临时灯桩。次年7月，北渔山灯塔开始使用原铸铁塔身重建，安设新灯笼，采用英国制密封式光束射器，1987年7月1日完工并再次投用:58。2015年，灯塔完成绿色能源改造，改用光伏电池供电。

## 运营和管理
北渔山灯塔为国际航标，位于船只行经渔山列岛的必经航线上，南洋航线和浙江沿海船只均依赖此灯塔。初建时，灯塔曾有20余人守护，半分钟闪光两次。1987年重建后，灯塔由交通运输部东海航海保障中心温州航标处负责管理，为宁波市境内少数有人值守的灯塔之一。灯塔闪光为白色，周期20秒，射程25海里，同时设有雷达信号:65。

## 保护
2003年，北渔山灯塔被列入象山县文物保护单位。2010年，宁波市、象山县文物管理委员会和浙江大学合作，使用激光多维测距仪等设备对北渔山灯塔进行了深度测绘。2011年，北渔山灯塔在第三次全国文物普查中与位于宁波市、舟山市境内的其余12座灯塔被列入第三次全国文物普查百大新发现，同年成为浙江省文物保护单位。2013年3月，北渔山灯塔以浙东沿海灯塔的名义被列入第七批全国重点文物保护单位。灯塔保护范围为塔基范围，灯塔围墙和海岸合围的区域则为建设控制地带。